# Keizerin van India-medaille

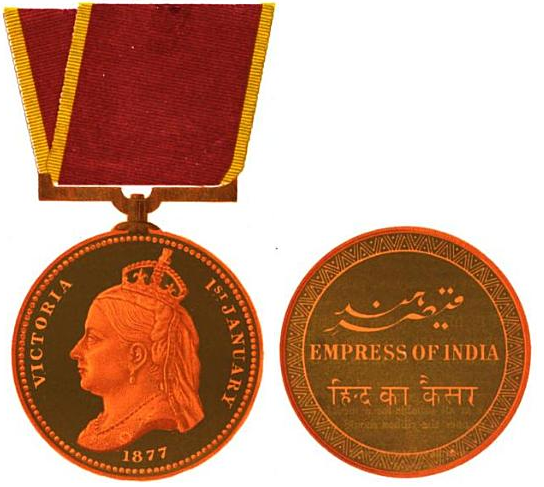
Voor- en achterzijde van de medaille

De Keizerin van India-medaille is een herdenkingsmedaille die werd geslagen ter gelegenheid van het feit dat de Britse koningin Victoria was uitgeroepen tot keizerin van India. Dit gebeurde officieel op 1 januari 1877 tijdens de Delhi Durbar. De medaille werd uitgereikt aan al degenen die de Durbar bijwoonden. Het was de eerste herinneringsmedaille uitgegeven door het Britse koningshuis die feitelijk bedoeld was om gedragen te worden.

## Achtergrond
De titel Keizer(in) van India werd in 1877 voor het eerst toegekend aan de Britse koningin Victoria, op het moment dat Brits-Indië volledig in het koninkrijk was geïntegreerd. Het voeren van deze titel was een initiatief van premier Benjamin Disraeli maar zeker niet uitgesloten is dat ook koningin Victoria zelf het maar moeilijk kon verdragen dat haar familieleden in Duitsland en Rusland een keizerstitel droegen en zij niet. Dit laatste was zeker Victoria's kleinzoon, de Duitse keizer Wilhelm II niet ontgaan. Hij had er aardigheid in om, in kleine kring, aan zijn grootmoeder te refereren als aan de keizerin van Hindoestan.

## De medaille
De medaille toont aan de voorzijde een beeltenis van de vorstin, met als opschrift Victoria 1st January 1877. Aan de keerzijde van de medaille staat de tekst keizerin van India in verschillende rijkstalen. De medaille werd om de nek gedragen aan een paars draaglint met gele biezen. Er waren medailles in goud en zilver die men kreeg uitgereikt al naargelang de hoogte in rang of maatschappelijke status.
Pas bij de kroning van koning George V werd er weer een herdenkingsmedaille geslagen: de Durbarmedaille 1911.